# Gesellschaft Verein zu Mettmann

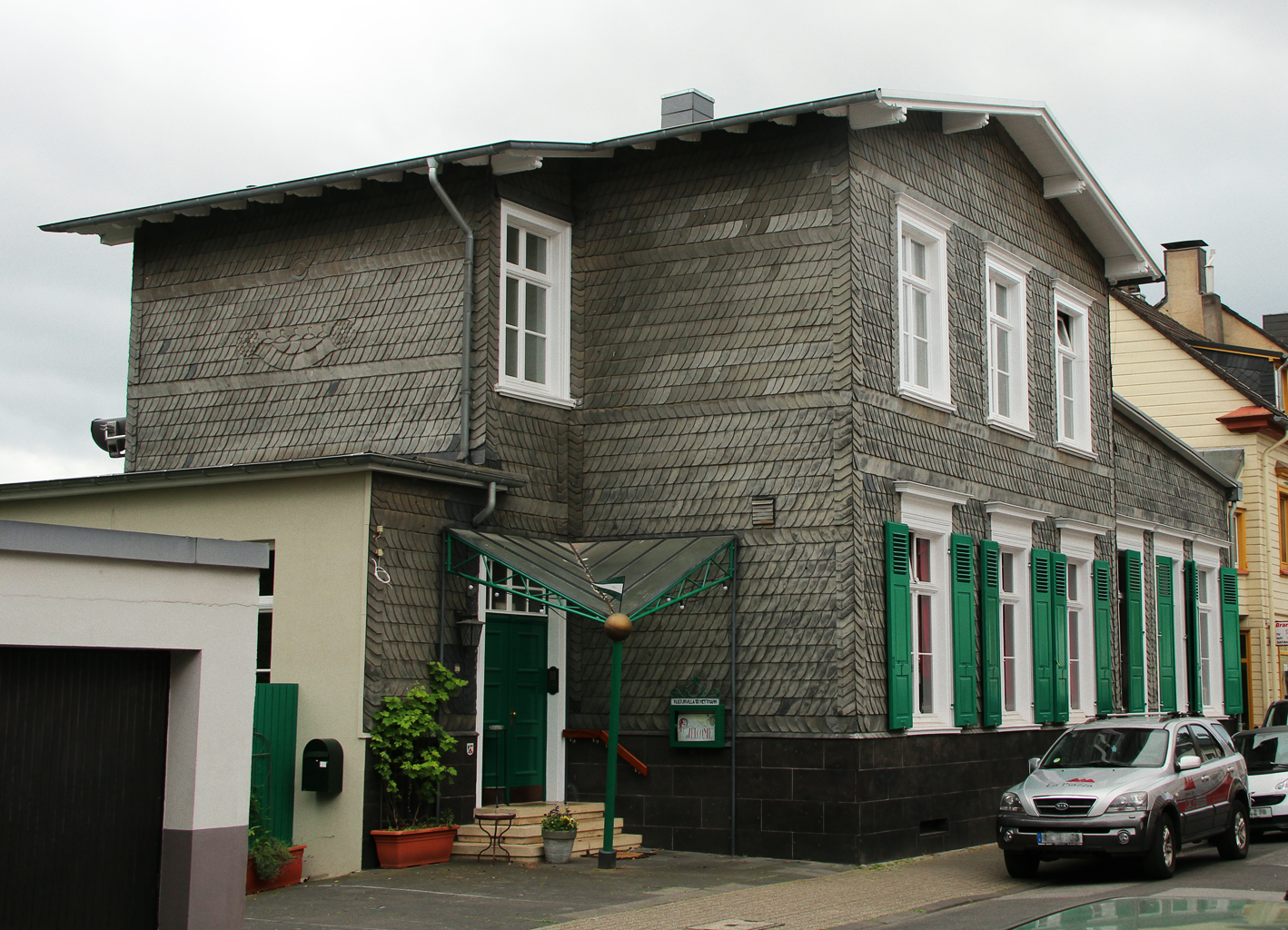
Ehemaliges Vereinsgebäude in der Beckershoffstraße

Der Gesellschaft Verein zu Mettmann, kurz GVM, in Mettmann ist eine bürgerliche Sozietät.

## Entstehung
Aus einem informellen Stammtisch entstand am 2. Januar 1861 ein Verein, der sich aus 30 Mitgliedern zusammensetzte. Ziel war die durchgängige Möglichkeit für die männlichen Notablen der niederbergischen Stadt Mettmann, sich abends zu treffen. Bemerkenswert war die gleichzeitige Anstellung einer festen Weinkommission. Abgesehen von dem Bürgermeister von Rosenthal waren auch vor allem Gutsbesitzer, Kaufleute und Lehrer, Ärzte und Apotheker, Juristen und Fabrikanten Gründungsmitglieder. Am 3. Februar 1861 wurde die erste Generalversammlung abgehalten. Zunächst wurden Montag, Freitag sowie alle Sonn- und Feiertage als Vereinsabende bestimmt. Dazu kamen seit 1962 der Donnerstag und 1963 dann auch Dienstag. 
Nachdem mehrere Male der Standort gewechselt, wurde am 25. März 1877 beschlossen ein eigenes Clubhaus auf dem Grundstück Beckershoffstraße 20 zu bauen. Bis 1878 hatte die Gesellschaft nur den Status einer Bürgergesellschaft, also mit eingeschränkten Rechten. Erst am 2. Februar wurden ihr von Kaiser Wilhelm die Rechte einer juristischen Person verliehen.
Die Auswirkungen des Ersten Weltkriegs trafen auch die Gesellschaft hart. Mehrere Mitglieder wurden im Jahr 1923 von den französischen Truppen inhaftiert. Sie beschlagnahmten den Verein und schlugen darin ihr Kasino auf. Schließlich zogen die Truppen wieder ab und die Gesellschaft konnte wieder das Haus beziehen. In den Jahren 1938 und 1939 wurde freiheitliche Zuständigkeit der Gesellschaft vom Nazi-Regime aufgehoben. Doch auch mit dem Untergang des Dritten Reichs sah es nicht besser aus. Das Gebäude war beschlagnahmt, Räumlichkeiten von Behörden genutzt und Inventar verloren worden. Bis 1948 war es eine schwierige Zeit für die Gesellschaft.

## Vereinshaus
Nachdem der Verein bereits zweimal das Vereinslokal wechseln musste, wurde ein eigenes Vereinshaus mit Kegelbahn im neubergischen Stil errichtet. Dafür wurde eine Hypothek aufgenommen und Privatvermögen verwendet. Das Haus wurde 1877 in der Beckershoffstraße erbaut. Die Baukosten beliefen sich schlussendlich auf 36.000 Mark. Schließlich zog man am 30. April 1878 in das neue Clubhaus ein.  Zwischen 1897 und 2007 wurden noch einige Renovierungen und Baumaßnahmen durchgeführt. Über mehr als ein Jahrhundert blieb der Verein in diesem Gebäude. Als aus finanziellen Gründen der Erhalt des Gebäudes nicht mehr möglich war, entstand der Plan, das Objekt dem Langenfelder Bauunternehmer Gernot Paeschke zu verkaufen, der das Gebäude abreißen und Eigentumswohnungen bauen wollte. Dies führte zu lauten Protesten in der Stadt. Unter Druck der Gesellschaft sowie mehrerer Bürgervereine wurde das Gebäude am 10. Dezember 2013 unter Denkmalschutz gestellt, um den Abriss unmöglich zu machen. Anschließend wurde es einer Privatperson und ihrem Partner verkauft und es entstand hier mit der 2016 eröffneten „Kulturvilla Mettmann“ ein Ort für kulturelle Veranstaltungen und besondere private Feiern.

## Organisation
Der Verein ist eine juristische Person. Mitglied können Personen oder Firmen sein, wobei versucht wird, die Bevölkerungs- und Firmenstruktur in der Auswahl zu spiegeln. Die ursprüngliche Einschränkung, nur Männer aufzunehmen, wurde als nicht mehr zeitgemäß betrachtet und aufgehoben. Einmal im Jahr findet eine Generalversammlung statt.